# Mozartův pomník ve Vídni
Mozartův pomník ve Vídni je neobarokní mramorový pomník věnovaný rakouskému skladateli Wolfgangu Amadeovi Mozartovi (1756–1791). Stojí v prvním obvodu (vnitřní město), v zahradě Burggarten nedaleko Hofburgu. Před pomníkem je travnatá plocha, na které rostou červené květiny do tvaru houslového klíče.
Pomník je 7,5 metrů vysoký a jeho autorem je Viktor Tilgner, který ho dokončil 21. dubna roku 1896.
Přední část se týká opery Don Giovanni, zatímco zadní část zobrazuje mladého Mozarta jak koncertuje se svým otcem a sestrou.